# Annexus Quam
Annexus Quam (lateinisch für Verbindung wie) war eine deutsche Musikgruppe aus Kamp-Lintfort bei Düsseldorf.
Die Gruppe wird dem Krautrock zugerechnet, wobei aber auch zahlreiche Einflüsse aus dem Jazz und dem psychedelischen Rock in den sehr eigenwilligen Stil der Band mit eingeflossen sind.

## Bandgeschichte
Die Band wurde im September 1967 unter dem Namen "Ambition of Music" gegründet, benannte sich 1970 in "Annexus Quam" um und veröffentlichte zwei Alben auf dem Ohr-Label. Die Band spielte 1970 auf der Expo 70 in Osaka und gab danach noch einige weitere Konzerte in Japan. Sie gilt seither als erste deutsche Rockband, die in Japan auftrat.
Die erste Veröffentlichung war das Stück Kollodium, welches auf dem „Ohrenschmaus“-Sampler des Ohr-Labels erschien und während der Aufnahmen zum ersten Album entstanden war. Die eher kosmischen Anklänge des ersten Albums entwickelten sich dann bis zum zweiten Album stark in Richtung Free Jazz. Auch Live war die Gruppe meist im Rahmen von Jazz-Festivals zu sehen.

## Diskografie

### Alben
Osmose (1970 LP Ohr-Label; 1995 CD Spalax; 1999 CD ZYX Music; 2005 CD Ohr-Label, 2008 LP Wah-Wah Records Sound)
1. Osmose I – 4:15
2. Osmose II – 3:11
3. Osmose III – 10:35
4. Osmose IV – 18:19

Uwe Bick (Schlagzeug, Gesang, Perkussion), Jürgen Jonuschies (Bass, Gesang, Perkussion), Werner Hostermann (Klarinette, Orgel, Gesang, Perkussion), Peter Werner (Gitarre, Gesang, Perkussion), Hans Kämper (Posaune, Spanische Gitarre, Gesang, Perkussion), Ove Volquartz (Saxophon), Harald Klemm (Flöte, Gesang, Perkussion, Luftpumpe)
Das erste Album war in einer eigens konzipierten Faltung verpackt, bei der das Cover aus vier Dreiecken bestand, deren Vorderseite und Rückseite unterschiedlich bemalt waren, so dass jede Öffnung eines Dreiecks ein anderes Gesamtbild erzeugte.
Beziehungen (1972 LP Ohr-Label, 1981 LP Ohr-Label, 1993 CD Spalax, 1999 CD ZYX Music, 2008 LP Wah-Wah Records Sound)
1. Trobluhs el e isch – 5:41
2. Leyenburg 1 – 14:19
3. Dreh Dich nicht um – 16:35
4. Leyenburg 2 – 3:34

Martin Habenicht (Bass), Hans Kämper (Posaune, Spanische Gitarre, Panflöte), Harald Klemm (Elektrische Zither, Tabla, Bendira, Maultrommel, Präparierte Echo Gitarre, Blechdosen, Wasser), Peter Werner (E-Gitarre, Perkussion), Ove Volquartz (Tenor- und Sopransaxophon, Flöte)

### Kompilationen
- Kollodium auf Ohrenschmaus (1970)